# Соната для скрипки і фортепіано № 5 (Бетховен)
Соната № 5 для скрипки і фортепіано Фа мажор op. 24 Людвіга ван Бетховена, написана 1801 року та присвячена Графу Моріцу фон Фріс, як і попередня соната. Сонату початково планувалося опублікувати разом з Сонатою № 4, однак через технічні причини сонати були випущені окремо і під різними опусами.
Складається з чотирьох частин:
1. Allegro
2. Adagio molto espressivo
3. Scherzo: Allegro molto
4. Rondo: Allegro ma non troppo

Триває близько 22 хвилин.